# Antonio Mele
 (janvier 2021).
La mise en forme du texte ne suit pas les recommandations de Wikipédia : il faut le « wikifier ».
Les points d'amélioration suivants sont les cas les plus fréquents. Le détail des points à revoir est peut-être précisé sur la page de discussion.
- Les titres sont pré-formatés par le logiciel. Ils ne sont ni en capitales, ni en gras.
- Le texte ne doit pas être écrit en capitales (les noms de famille non plus), ni en gras, ni en italique, ni en « petit »…
- Le gras n'est utilisé que pour surligner le titre de l'article dans l'introduction, une seule fois.
- L'italique est rarement utilisé : mots en langue étrangère, titres d'œuvres, noms de bateaux, etc.
- Les citations ne sont pas en italique mais en corps de texte normal. Elles sont entourées par des guillemets français : « et ».
- Les listes à puces sont à éviter, des paragraphes rédigés étant largement préférés. Les tableaux sont à réserver à la présentation de données structurées (résultats, etc.).
- Les appels de note de bas de page (petits chiffres en exposant, introduits par l'outil «  Source ») sont à placer entre la fin de phrase et le point final[comme ça].
- Les liens internes (vers d'autres articles de Wikipédia) sont à choisir avec parcimonie. Créez des liens vers des articles approfondissant le sujet. Les termes génériques sans rapport avec le sujet sont à éviter, ainsi que les répétitions de liens vers un même terme.
- Les liens externes sont à placer uniquement dans une section « Liens externes », à la fin de l'article. Ces liens sont à choisir avec parcimonie suivant les règles définies. Si un lien sert de source à l'article, son insertion dans le texte est à faire par les notes de bas de page.
- La présentation des références doit suivre les conventions bibliographiques. Il est recommandé d'utiliser les modèles {{Ouvrage}}, {{Chapitre}}, {{Article}}, {{Lien web}} et/ou {{Bibliographie}}. Le mode d'édition visuel peut mettre en forme automatiquement les références.
- Insérer une infobox (cadre d'informations à droite) n'est pas obligatoire pour parachever la mise en page.

Pour une aide détaillée, merci de consulter Aide:Wikification.
Si vous pensez que ces points ont été résolus, vous pouvez retirer ce bandeau et améliorer la mise en forme d'un autre article.
Antonio Mele (né le 22 mars 1967 à Rome, Italie) est un économiste italien, professeur de finance à l'USI (université de la Suisse italienne) et Senior Chair au Swiss Finance Institute après une décennie à la London School of Economics and Political Science et auteur d'ouvrages sur l'incertitude et la volatilité des marchés financiers, les liens entre les marchés financiers et les cycles économiques et la microstructure des marchés financiers.

## Biographie

### Études et carrière
Après avoir terminé ses études à l'École militaire Nunziatella de Naples (1983-1986), ou il a étudié avec Francesco Forlani, Ferdinando Scala, Marco Mattiucci, Valerio Gildoni et Antonio De Crescentiis, il est diplômé en économie de l'université LUISS de Rome (1991), et a obtenu son doctorat en économie à l'université Paris-X (1995) avec une thèse en économie mathématique et économétrie sur la volatilité des marchés financiers. En 1996, il devient professeur d'économie en France à l'issue du concours national (« Concours national d'agrégation des universités en sciences économiques »). Il a été professeur à l'université du Littoral (1996-2001) et a poursuivi sa carrière à l'université Queen Mary de Londres (2001-2002), à l' Université de Turin (2007-2008), à la London School of Economics and Political Science (2002-2012) et USI (université de la Suisse italienne) (depuis 2011). En Suisse, il est également titulaire d'une chaire senior au Swiss Finance Institute depuis 2011. Il est chercheur dans le programme d'économie financière du CEPR (Centre for Economic Policy Research) à Londres.
Il a été Visiting Fellow[Quoi ?] au département d'économie de l'université de Princeton (2000), professeur invité au département d'économie de l'université de Toulouse (2006) et dans les Départements des finances de l'université nationale de Singapour (2010), Imperial College London (2013), Luxembourg School of Finance (2017, 2018) et London Business School (2018), et Visiting Fellow dans les départements d'économie et de recherche de la Banque centrale européenne (2005, 2008) et de la Banque nationale suisse (2009).
Au cours des années 2010, il a créé QUASaR (Quantitative Strategies and Research), une startup qui a collaboré avec Chicago Board Options Exchange dans le but de créer de nouveaux instruments pour couvrir la volatilité des marchés obligataires américains,,. Entre 2015 et 2017, il a agi en tant que membre du Securities and Markets Stakeholder Group de l'Autorité européenne des marchés financiers (ESMA).

### Travail académique
Ses travaux portent sur les problèmes liés à l'incertitude et à la volatilité des marchés financiers et sur les liens avec les développements macroéconomiques. La volatilité financière mesure l'amplitude des fluctuations des prix des actifs et tend à se creuser pendant les périodes de forte incertitude. Ses travaux visent à clarifier les origines de cette volatilité,, les interactions de la volatilité des marchés financiers avec le cycle économique,, et la conception de nouveaux indicateurs d'incertitude dans les grands titres à revenu fixe marchés.
Au cours de la seconde moitié des années 2000, il a élaboré l'un des premiers modèles d'équilibre des marchés financiers avec une information asymétrique en présence de réseaux entre agents.
Il est l'auteur d'un livre de plus de 1 000 pages consacré à une synthèse des connaissances en économie financière.
Certains de ses travaux ont conduit à des indicateurs en temps réel d'incertitude sur les marchés à revenu fixe qui sont maintenus par le Chicago Board Options Exchange, et à de nouveaux instruments pour couvrir la volatilité des taux d'intérêt et des écarts de crédit,.

### Contributions à l'industrie
Depuis le début des années 2010, il conseille le Chicago Board Options Exchange (CBOE) sur la création d'une suite d'indices de volatilité attendue dans divers segments des marchés obligataires.
Il a contribué au développement de l'indice S & P / JPX JGB VIX.

## Publications

### Livres
- Économie financière: classiques et contemporains. MIT Press (à paraître), environ 1 000 pages.
- Le Prix de la volatilité du marché des titres à revenu fixe (2015). New York: Springer Verlag (Springer Finance Series), 250 pages (avec Yoshiki Obayashi).
- Volatilité stochastique des marchés financiers (2000). New York: Springer Verlag (éd. Original: Kluwer Academic Publishers), 145 pages (avec Fabio Fornari).
- Dynamiques non linéaires, volatilité et équilibre (1998). Paris: Editions Economica, 212 pages.

### Articles principaux
- «Incertitude, acquisition d'informations et fluctuations des prix sur les marchés d'actifs» (2015). Review of Economic Studies 82, 1533-1567 (avec Francesco Sangiorgi).
- «Déterminants macroéconomiques de la volatilité des actions et des primes de volatilité» (2013). Journal of Monetary Economics 60, 203-220 (avec Valentina Corradi e Walter Distaso).
- «Ajout et soustraction de Black-Scholes: une nouvelle approche pour approximer les prix des produits dérivés dans les modèles en temps continu» (2011). Journal of Financial Economics 102, 390-415 (avec Dennis Kristensen).
- «Liens d'information et commerce corrélé» (2010). Review of Financial Studies 23, 203-246 (avec Paolo Colla).
- «Estimation non paramétrique simulée de modèles dynamiques» (2009). Review of Economic Studies 76, 413-450 (avec Filippo Altissimo).
- «Volatilité asymétrique des marchés boursiers et comportement cyclique des rendements attendus» (2007). Journal of Financial Economics 86, 446-478.
- «Propriétés fondamentales des prix des obligations dans les modèles de taux à court terme» (2003). Revue des études financières 16, 679-716.